# Опиум для народа (альбом)
«Опиум для народа» — четвёртый альбом группы «Ундервуд». Презентация состоялась 24 мая 2007 года. Альбом представлен 16 песнями. Песня «Моя Любовь» была записана вместе с «Би-2». Лимитированный альбом представлен эксклюзивной книгой стихов авторов «Ундервуда». В песне «Товары и услуги» звучит цитаты из песен группы «Кино» «Когда твоя девушка больна» и «Перемен», а в припеве песни «Вечный полдень» звучит «Скерцо для флейты» (композитор Юрий Чичков), использовавшаяся в программе «Утренняя почта».

## Критика
Музыкальный критик Алексей Мажаев в своих рецензиях для портала InterMedia и журнала Play указывает на то, что альбом не поможет группе преодолеть противоречие между интеллектуальностью их творчества и стремлением «присоединиться к поп-рок-мейнстриму», что, по его словам, стало визитной карточкой группы. Среди плюсов альбома критик называет ироничность текстов, которой «хватило бы на несколько пластинок». Майкл Баев, в своей рецензии для журнала Fuzz также указывает на фирменную ироничность в текстах, а музыку описывает как «эстрадное шестидесятничество с заметным влиянием эстетики кабаре». Иван Напреенко из Rolling Stone Russia описывает альбом как «ироничный сёрф-рок про любовь и прочие сильные чувства», а также обращает внимание на диссонанс между обложкой, с которой «не слишком дружелюбно глядят двое суровых мужчин», и «очень солнечными» песнями.

## Список композиций
1. Рок-н-ролльный возраст Христа
2. 90-60-90
3. Это судьба
4. До свиданья
5. E=mc²
6. Вечный полдень
7. Моя любовь (совместно с Би-2)
8. Как звали парня?
9. Хонки-Тонки
10. Я не сплю с фотомоделями
11. Весна
12. Герпес
13. Кровавая Мэри
14. Товары и услуги
15. Опиум для народа
16. God Save Digital Connection (на украинском языке)
17. Пикассо («бонус-трек») — только на подарочном издании
18. Чук и Гек («бонус-трек») — только на подарочном издании

Авторы музыки и текстов всех песен В. Ткаченко и М. Кучеренко

## Участники записи альбома
- Владимир Ткаченко — вокал, бэк-вокал, пианино, клавиши, аккордеон, гитара, программинг
- Максим Кучеренко — вокал, бэк-вокал, аккордеон
- Корней — гитары, бас-гитары, клавиши, бэк-вокал, перкуссия, программинг
- Олег Чубыкин — саунд-дизайн (1—6, 8—15), программинг
- Владимир Бусель — барабаны (1, 2, 3, 5, 8, 11, 13, 14)
- Денис Маринкин — барабаны (4, 6, 9, 10, 12, 15, 16)
- Максим Леонов — соло-гитара к песне «Кровавая Мэри»
- Илья Шипилов — аранжировка струнных к песне «Опиум для народа»
- Владимир Овчинников — звукорежиссёр, сведение и мастеринг
- Игорь Павлов — звукооператор